# 감세 및 일자리법
2018 회계연도 예산에 관한 동시 결의안의 제2편과 제5편에 따른 조정 제공법(Act to provide for reconciliation pursuant to titles II and V of the concurrent resolution on the budget for fiscal year 2018) Pub.L. 115–97는 원래 감세 및 일자리법(Tax Cuts and Jobs Act, TCJA)으로 의회에 발의된 미국의 의회 세수 법률로 1986년 미국 국세법을 개정했다. 이 법안은 언론에서 흔히 트럼프 감세라고 불린다. 주요 개정 사항에는 법인세 및 개인세 인하, 표준 공제 및 가족 세액 공제 증가, 개인 공제 폐지 및 항목별 공제 혜택 감소, 주정부 및 지방 소득세 및 재산세 공제 한도 제한, 모기지 이자 공제 추가 제한, 개인 대체최저한세 감소 및 법인 대체최저한세 폐지, 상속세 면세액 두 배 증가, 환자보호 및 부담적정보험법 (ACA)의 개인 의무 위반에 대한 벌금 0달러 감소 등이 포함된다. 뉴욕 타임스는 TCJA를 "수십 년 만에 가장 광범위한 세제 개편"이라고 표현했다.
법안에 포함된 변경 사항 대부분은 2018년 1월 1일부터 발효되어 2017년 세금에는 영향을 미치지 않았다. TCJA에 포함된 많은 감세 조항, 특히 IRC 63조의 표준 공제 변경과 같은 개인 소득세 감세는 2025년에 만료될 예정이며, 많은 기업 세금 감면은 2028년에 만료된다. 감세 연장은 정치 스펙트럼 전반의 경제학자들로 하여금 인플레이션 압력을 가중시킬 뿐만 아니라 미국의 재정적 궤적을 악화시킬 것이라는 우려를 낳고 있다. 미국 의회예산처는 만료 예정인 조항을 연장하면 10년 동안 4조 6천억 달러의 적자가 추가될 것으로 추정한다.
연구에 따르면 TCJA는 연방 부채를 증가시켰으며, 세후 소득 또한 가장 부유한 계층에게 불균형적으로 증가시켰다. 이로 인해 기업 투자는 11% 증가했지만, 경제 성장과 중위 임금에 미치는 영향은 예상보다 작았고 기껏해야 미미한 수준이었다.

## 계획 요소

### 개인 소득세
| 이전 법률에 따라 | 이전 법률에 따라  | TCJA에 따라 | TCJA에 따라       |
| 세율             | 소득 구간         | 세율        | 소득 구간         |
| ---------------- | ----------------- | ----------- | ----------------- |
| 10%              | $0–$9,525         | 10%         | $0–$9,525         |
| 15%              | $9,525–$38,700    | 12%         | $9,525–$38,700    |
| 25%              | $38,700–$93,700   | 22%         | $38,700–$82,500   |
| 28%              | $93,700–$195,450  | 24%         | $82,500–$157,500  |
| 33%              | $195,450–$424,950 | 32%         | $157,500–$200,000 |
| 35%              | $424,950–$426,700 | 35%         | $200,000–$500,000 |
| 39.6%            | $426,700 이상     | 37%         | $500,000 이상     |

| 이전 법률에 따라 | 이전 법률에 따라  | TCJA에 따라 | TCJA에 따라       |
| 세율             | 소득 구간         | 세율        | 소득 구간         |
| ---------------- | ----------------- | ----------- | ----------------- |
| 10%              | $0–$19,050        | 10%         | $0–$19,050        |
| 15%              | $19,050–$77,400   | 12%         | $19,050–$77,400   |
| 25%              | $77,400–$156,150  | 22%         | $77,400–$165,000  |
| 28%              | $156,150–$237,950 | 24%         | $165,000–$315,000 |
| 33%              | $237,950–$424,950 | 32%         | $315,000–$400,000 |
| 35%              | $424,950–$480,050 | 35%         | $400,000–$600,000 |
| 39.6%            | $480,050 이상     | 37%         | $600,000 이상     |

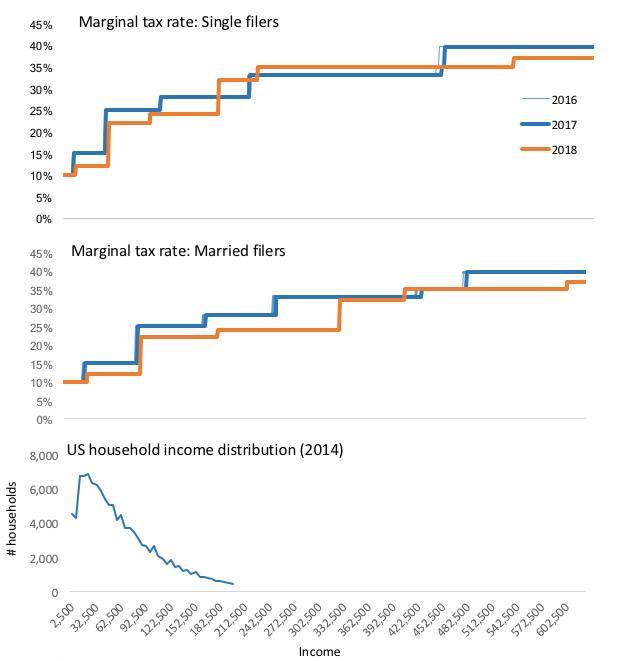
미국 연방 한계 소득세율: 2018년, 2017년, 2016년 개인 및 공동 신고자 세율 비교

이 법률에 따라 개인 소득세에 여러 가지 변경 사항이 적용되며, 개별 세율 구간의 소득 수준 변경, 세율 인하, 표준 공제 및 가족 세액 공제 증가와 더불어 항목별 공제는 감소하고 개인 공제는 폐지된다.
2025년까지 대부분의 개인 소득세가 인하된다. 소득세 구간 수는 여전히 7개이지만, 여러 구간의 소득 범위가 변경되었고 대부분의 구간 세율이 낮아졌다. 이는 현행 법률(즉, 기존 공법 115-97 또는 법률)에 따라 명시된 범위의 소득에 적용되는 한계세율이므로, 고소득 납세자는 여러 다른 세율로 소득에 세금이 부과된다. 소비자물가지수 (CPI) 대신 다른 인플레이션 측정 기준(연쇄 CPI 또는 C-CPI)이 구간에 적용되므로, 구간은 더 느리게 증가한다. 이는 소득이 증가함에 따라 사람들이 더 빠르게 상위 구간으로 이동하므로 시간이 지남에 따라 효과적으로 세금 인상이 된다. 이 요소는 영구적이다.
표준 공제는 기혼 부부의 경우 12,700달러에서 24,000달러로 거의 두 배가 된다. 단일 신고자의 경우 표준 공제는 6,350달러에서 12,000달러로 증가한다. 약 70%의 가족이 항목별 공제 대신 표준 공제를 선택하는데, 두 배가 되면 84% 이상으로 증가할 수 있다. 개인 공제는 폐지된다. 이는 상속 재산이나 신탁에 있지 않는 한 납세자 및 부양가족당 4,050달러의 공제였다.
자녀 세액 공제 (CTC)는 1,000달러에서 2,000달러로 두 배가 되며, 그중 1,400달러는 환급된다. 현행 법률에는 없는 다른 부양가족에 대한 500달러 공제도 있다. CTC에 대한 고소득 단계적 축소 하한선은 기혼 신고자의 경우 110,000달러 AGI에서 400,000달러로 변경된다.
새로 구입한 주택(및 세컨드 홈)에 대한 모기지 이자 공제는 기존 법률의 총 대출 잔액 100만 달러에서 75만 달러로 인하되었다. 주택 담보 대출(일명 제2 모기지)에 대한 이자는 자택 개량에 사용되지 않는 한 더 이상 공제되지 않는다.
주정부 및 지방 소득세, 판매세, 재산세 공제("SALT 공제")는 10,000달러로 제한된다. 이는 일반적으로 고소득 지역에 거주하는 사람들이나 주정부 세율이 높은 주에 거주하는 납세자에게 더 큰 영향을 미친다.
이 법은 2019년부터 환자보호 및 부담적정보험법의 개인 의무 위반에 대한 연방세 벌금을 0으로 만들었다. (조정 규칙에 따라 상원에서 50표만으로 통과시키기 위해 의무 자체는 여전히 유효하다.) 이로 인해 약 1,300만 명 미만의 사람들이 보험 혜택을 받게 되어 정부가 제공하는 세금 보조금이 줄어들기 때문에 정부는 3,000억 달러 이상을 절감할 것으로 추정된다. 이는 건강 보험 거래소의 보험료를 최대 10%까지 인상시킬 것으로 추정된다. 또한 조정 총소득의 10%에서 7.5%로 임계값을 낮춰 본인 부담 의료비 공제액을 확대했지만, 이는 2017년(소급 적용)과 2018년에만 적용된다. 2019년 1월 1일부터 임계값은 10%로 증가한다.
주요 교육 공제 및 세액 공제에는 변경이 없으며, 상환받지 못한 학급 비용에 대한 교사 공제는 250달러로 유지된다. 법안은 처음에 529 대학 저축 계좌 사용을 K–12 사립 학교 학비와 홈스쿨 모두에 대해 확대했지만, 홈스쿨 관련 조항은 상원 의회 사무처에 의해 기각되어 삭제되었다. K–12 사립 학교 학비에 대한 529 저축 계좌 조항은 그대로 유지되었다.
납세자는 연방에서 선언된 재해 지역에서 발생하는 경우에만 재해 손실을 공제할 수 있다.
전 배우자에게 지급되는 위자료는 더 이상 지급자에게 공제되지 않으며, 위자료는 수령자의 총 소득에 포함되지 않는다. 이는 효과적으로 위자료에 대한 세금 부담을 수령자에서 지급자로 전환하고, 위자료로 이전되는 소득에 대한 세금 징수액을 증가시키며, IRS에 대한 감사 추적을 단순화한다. 이 조항은 2018년 12월 31일 이후에 서명된 이혼 및 별거 계약에 적용된다.
고용 관련 이사 비용은 현역 군 복무와 관련된 이사를 제외하고는 더 이상 공제되지 않는다.
세금 준비 비용, 투자 비용, 조합비 및 상환받지 못한 직원 비용에 대한 세금 공제를 포함한 기타 항목별 공제는 폐지된다.
법안은 기혼 공동 신고자의 경우 84,500달러에서 109,400달러로, 단일 납세자의 경우 54,300달러에서 70,300달러로 면세 수준을 인상하므로 대체최저한세를 납부하는 사람이 줄어든다.
법안은 로스 전환을 재구성할 수 있는 능력을 폐지한다.
이 법안은 사망 또는 영구 장애로 인한 특정 학생 대출의 탕감을 과세 대상 소득에서 면제한다. 이 조항은 2018년에서 2025년까지의 과세 연도 동안 상환되는 부채에만 적용된다.
이 법은 사망한 군 복무 요원의 자녀에게 할당된 유족 연금을 신탁 또는 재산에 대한 것처럼 과세하여 소득세율이 최대 37%까지 적용될 수 있다.

### 상속세
2018년에서 2025년 사이에 발생하는 사망의 경우, 1,120만 달러를 초과하는 상속 재산은 사망 시점에 40%의 상속세가 부과되며, 이전 560만 달러에서 증가했다. 면세액을 합산하는 기혼 부부의 경우, 2,240만 달러를 초과하는 상속 재산은 사망 시점에 40%의 상속세가 부과된다.

### 법인세
법인세율은 과세 소득에 따라 15%에서 최대 39%까지의 계층별 세율에서 일괄 21%로 변경되었으며, 일부 관련 사업 공제 및 세액 공제는 감소 또는 폐지되었다. 이 법은 또한 미국을 법인 소득세와 관련하여 전 세계 세금 시스템에서 영토 세금 시스템으로 변경했다. 법인이 어떤 국가에서 벌어들인 소득에 대해 미국 세율(그 국가에 납부한 세금 공제 제외)을 납부하는 대신, 각 자회사는 법적으로 설립된 국가의 세율을 납부한다. 즉, 영토 세금 시스템에서는 법인이 일반적으로 더 높은 미국 세율과 자회사가 법적으로 설립된 국가의 더 낮은 세율 간의 차이를 절감한다. 블룸버그 기자 매트 레빈은 이 개념을 설명했다. "우리가 (기존 전 세계 세금 체제 하에서) 미국에 설립되었다면 미국, 캐나다, 멕시코, 아일랜드, 버뮤다, 케이맨 제도에서 벌어들인 소득에 대해 35%의 세금을 납부할 것입니다. 하지만 (법안이 제안한 영토 세금 체제 하에서) 캐나다에 설립되었다면 미국에서 벌어들인 소득에 대해 35%를, 캐나다에서는 15%를, 멕시코에서는 30%를, 아일랜드에서는 12.5%를, 버뮤다와 케이맨 제도에서는 0%를 납부할 것입니다." 이론적으로 이 법은 세금 전도를 유도하여 미국 기업 본사를 다른 국가로 이전함으로써 영토 세금 시스템의 혜택을 얻는 현재 방식을 줄일 것이다.
해외 자회사의 이익에 대한 일회성 송환세는 현금의 경우 8%, 15.5%로 과세된다. 미국 다국적 기업들은 거의 3조 달러를 역외에 축적했으며, 대부분 조세 피난처 국가의 자회사에 있다. 이 법은 기업들이 이 돈을 훨씬 낮은 세율로 미국으로 다시 가져오도록 장려할 수 있다.
법인 대체최저한세가 폐지되었다.
이 법은 또한 순운영손실 이월을 폐지했다. 이는 상당한 손실을 본 회사가 전년도 세금 신고의 일부로 손실을 계산하여 세금 환급을 받을 수 있는 절차이다. 이들은 불황기에 유동성을 제공하는 데 중요하다고 여겨졌다. 이 조항은 이 법의 세금 감면을 지원하기 위해 폐지되었으며, 이 법에서 가장 큰 상쇄 요인 중 하나였다.
또한 세금 감면 및 일자리법에 의해 국내 생산 활동 공제가 폐지되었다.

### 교회 및 비영리 단체

#### 직원 보상
교회 및 기타 면세 조직의 특정 직원에게 지급되는 보상에 대해 25%의 물품세가 부과된다. 물품세는 501(c) 또는 501(d)에 따라 면세되는 모든 조직, 섹션 521(b)(1) 농업 협동조합, 섹션 527 정치 조직, 그리고 필수 정부 기능을 수행함으로써 얻은 섹션 115(1) 소득이 있는 조직에 적용된다.
물품세는 해당 연도 동안 1,000,000달러를 초과하여 특정 직원에게 지급된 보상에 적용된다. 이 규정의 적용을 받는 직원은 조직의 보상 상위 5명의 직원과 2016년 이후 이 지위를 가졌던 모든 직원이다. 보상이 의료 의사, 치과 의사, 수의사, 간호사 및 기타 의료 또는 수의 서비스를 제공하는 면허를 소지한 전문가에게 지급된 경우 물품세가 면제된다. 보상에는 모든 현재 보상, 자격 있는 이연 보상, 실질적인 몰수 위험이 없는 비자격 이연 보상, 섹션 457(f)에 따른 소득 및 퇴직금 지급이 포함되지만, 로스 퇴직 기여금은 제외된다.
조직은 혜택이 여러 해에 걸쳐 분산되어 한 번에 귀속되는 이연 보상 계획을 가지고 있는 경우 21%의 물품세가 부과될 수도 있다. 직원의 최근 5년간 평균 급여의 3배를 초과하는 퇴직금 지급도 21%의 물품세가 부과될 수 있다.

#### 대학 투자세
특정 사립 면세 대학 및 대학교의 투자 소득에 1.4%의 물품세가 부과된다. 물품세는 교육 기관에 학비를 납부하는 학생이 500명 이상이고 학생의 절반 이상이 미국에 거주하는 경우에만 적용된다. 물품세는 교육 기관 및 관련 조직이 직전 과세 연도 말 현재 풀타임 학생당 총 기부금이 최소 50만 달러이며, 교육 기관의 면세 목적을 직접적으로 수행하는 데 사용되는 자산은 제외되는 경우에 적용된다.
이 조항은 기부금세라고도 불리며, 약 32개의 대학교에 적용되는 것으로 추정된다.
초기 하원 법안의 일부 조항은 대학원 학비 면제, 직원 자녀 및 배우자를 위한 학비 혜택, 학자금 대출 이자에 대한 세금을 부과했을 수 있었으나 삭제되었다. 12월 19일 미국 상원 의회 사무처의 판결로 학비 납부 학생 500명에서 총 학생 500명으로 면세 한도가 변경되었다. 대학의 면세 목적을 수행하는 데 사용되는 기부금은 자산 한도에서 제외되지만, 미국 국세청은 이 용어를 구체적으로 정의하는 규정을 발표하지 않았다.
또한 기부자가 대학 운동 경기 관람 좌석을 받을 권리를 얻는 경우, 자선 기부금에 대한 세금 공제가 전액 허용되지 않는다. 이전에는 자선 기부금의 80%가 세금 공제 대상 자선 기부금으로 간주되었다.

#### 직원에게 제공되는 주차 및 대중교통
교회 또는 기타 면세 조직이 직원에게 자격 있는 주차 또는 자격 있는 교통 복지에 대해 지급하거나 발생하는 금액만큼 관련 없는 사업 소득(unrelated business income)이 증가한다. 이 유형의 관련 없는 사업 소득에는 직원에게 제공되는 면세 교통 복지만 포함되며, 직원의 과세 대상 임금에 포함되는 교통 복지는 포함되지 않는다.
고용주가 직원에게 무료 주차를 제공하고, 대다수의 주차 공간이 조직의 정상적인 영업 시간 동안 일반 대중에게 제공되며, 직원 전용 주차 공간이 없는 경우 관련 없는 사업 소득은 발생하지 않는다. 일부 주차 공간이 직원을 위해 예약된 경우, 해당 주차 공간의 비율에 따라 전체 주차 비용 중 일부에서 관련 없는 사업 소득이 발생한다.
미국 국세청은 고용주가 직원에게 제공되는 주차 혜택의 가치를 결정하기 위해 합리적인 방법을 사용해야 한다고 명확히 했다. 주차 공간의 가치에는 수리, 유지 보수, 유틸리티 비용, 보험, 재산세, 이자, 눈 및 얼음 제거, 낙엽 제거, 쓰레기 제거, 청소, 조경 비용, 주차 도우미 비용, 보안 및 임대 또는 임대료 지급이 포함되어야 하지만 감가상각비는 포함되지 않는다.
교회 또는 기타 면세 조직은 회계 연도 동안 총 관련 없는 사업 소득이 1,000달러를 초과하는 경우 폼 990-T를 제출하고 관련 없는 사업 소득세를 납부해야 한다. 교통 관련 관련 없는 사업 소득을 다른 관련 없는 사업 소득과 상쇄하여 납부할 세금 금액을 줄이거나 없애는 것은 허용된다.
일부 주 및 관할 구역에서는 모든 고용주에게 직원에게 이러한 혜택을 제공하도록 요구하므로, 조직은 연방 정부에 관련 없는 사업 소득세를 납부하거나 주 및 지방 법률을 준수하지 않는 것 사이에서 선택해야 할 수 있다.

#### 관련 없는 사업 소득
교회 또는 기타 면세 단체의 각 사업 활동에 대해 관련 없는 사업 소득이 별도로 계산된다. 이제 한 사업 활동에서 발생한 손실은 관련 없는 사업 소득 목적으로 다른 사업 활동에서 발생한 이익을 상쇄하는 데 사용할 수 없다. 2018년 1월 1일 이전에 발생하여 다른 과세 연도로 이월된 순운영손실은 영향을 받지 않으며 어떤 사업 활동에서 발생한 이익도 상쇄하는 데 사용할 수 있다. 일부 관련 단체들은 영리 자회사를 설립하고 모든 관련 없는 사업 소득을 영리 자회사로 이전하는 것을 고려하고 있는데, 이는 모든 관련 없는 사업 소득을 동일한 사업 활동 범주, 즉 "영리 자회사 소득"으로 간주할 수 있게 할 수 있다. 교통 혜택으로 인한 관련 없는 사업 과세 소득은 사업 활동으로 간주되지 않으며 조직의 전체 관련 없는 사업 소득을 합산한 후에 적용된다.
순운영손실은 2017년 12월 31일 이후에 시작되는 과세 연도의 경우 과세 소득의 80%로 제한된다. 관련 없는 사업 소득세는 2017년 12월 31일 이전에 발생한 관련 없는 사업 소득을 제외하고는 누진 세율이 아닌 일률적으로 21%로 부과된다. 2017년 12월 31일 이후에 끝나는 과세 연도의 순운영손실은 이제 무기한으로 향후 과세 연도로 이월될 수 있다.

#### 자선 기부금
표준 공제액 증가 및 항목별 주 및 지방세 공제 제한으로 인해 더 많은 개인이 항목별 세금 공제 대신 표준 공제를 선택하게 된다. 결과적으로 이러한 개인은 교회나 기타 적격 비영리 단체에 기부하여 세금 절감 효과를 보지 못하게 되며, 교회 및 기타 단체는 전반적으로 자선 기부금이 줄어들 수 있다.
물가 연동 상속세 면제액이 두 배로 늘어났다. 이는 사람들이 납부할 상속세를 줄이기 위해 유언장에 자선 기부금을 포함할 필요가 없을 수도 있음을 의미하며, 이는 전반적으로 교회와 비영리 단체에 기부되는 자선 기부금의 양을 줄일 것으로 예상된다.

#### 유급 가족 및 의료 휴가에 대한 세액 공제
2017년 세금 감면 및 일자리 법은 직원에게 유급 가족 및 의료 휴가를 제공하는 고용주에게 세액 공제를 허용한다. 501(c)(3) 조직은 세액 공제 대상이 아니다.

### 기타 세금 조항
이 법에는 다양한 기타 세금 조항이 포함되어 있으며, 그중 다수는 특정 특수 이익 단체에 유리하게 작용한다. 기타 조항에는 다음이 포함된다.
- 미국 국세법 섹션 1031, 다양한 종류의 부동산, 개인 및 사업 자산에 대한 이른바 "같은 종류의 교환"에 대한 자본 이득세 유예를 허용했던 이 조항은 부동산에 대해서는 유지되었지만 다른 종류의 자산에 대해서는 폐지되었다.[68]
- 귤속 재배자에 대한 세금 감면,[69] 이를 통해 "냉해, 자연 재해 또는 질병과 같은 원인으로 인해 손실되거나 손상된 감귤 식물"을 다시 심는 비용을 공제할 수 있다.[67]
- 영화 및 텔레비전 제작 회사에 대한 유리한 세금 처리 조항인 "전액 비용화"를 2022년까지 연장했다. 이 조항은 이러한 회사가 "첫 해에 투자 비용 전액을 상각"할 수 있도록 허용한다. JCT(Joint Committee on Taxation)는 이 연장으로 인해 연간 약 10억 달러의 연방 수입 손실이 발생할 것으로 추정한다.[69]
- 미국행 상업 항공편을 운항하는 특정 국제 항공사에 대한 법인세 면제를 종료하는 조항 (특히 "외국 항공사 본사가 있는 국가가 미국과 조세 조약을 맺고 있지 않고, 주요 미국 항공사가 해당 외국 국가에 주당 2회 미만 운항하는 경우"). 이 조항은 걸프 항공사 (예: 에티하드, 에미레이트 및 카타르 항공)에 불리하게 작용할 것으로 보이며, 주요 미국 항공사들은 걸프 국가들이 이들 항공사에 불공정한 보조금을 제공한다고 불만을 제기해왔다.[69]
- 2년 동안 주류에 대한 물품세 인하.[70] 상원 법안은 "소규모 양조업체가 국내에서 생산하는 처음 6만 배럴의 맥주"에 대한 세금을 7달러에서 3.50달러로 인하하고, 생산된 처음 600만 배럴에 대한 세금을 배럴당 18달러에서 16달러로 인하한다.[69] 상원 법안은 또한 모든 와이너리에 와인 생산에 대한 세액 공제를 확대하고, 발포성 포도주 생산자 및 수입자에게도 공제를 확대한다.[67] 이러한 조항은 주류 로비, 특히 비어 인스티튜트(Beer Institute), 와인 인스티튜트(Wine Institute), 증류주 협의회(Distilled Spirits Council)의 지지를 받았다.[70]
- 상업 항공편 티켓에 부과되는 7.5%의 연방 물품세에서 개인 제트 관리 회사를 면제한다.[71][72]
- 법안에 대한 후반부 변경으로 인해 "곡물 결함"이라고 불리는 현상이 발생했다. 이는 기존의 미국 생산 공제를 변경하여 농부들이 농업 협동조합에 대한 총 판매액의 20%를 공제할 수 있게 한 방식이다. 뉴욕 타임스에 따르면, 이는 "더 이상 협동조합과 경쟁할 수 없다고 말하는 독립 농업 기업들 사이에서 소란을 일으켰다."[73] 이 결함은 2018 통합 세출법에 의해 수정되었다.[74]
- 작성 오류로 인해 개조 또는 기타 개선을 하는 사업체는 이제 의도된 15년 기간 대신 39년의 감가상각 일정을 사용하여 이러한 개선 비용을 계산해야 하며, 이는 매년 허용 가능한 사업 세금 공제를 줄인다.[73]
- 저소득 지역 투자에 대한 세제 혜택을 허용하는 기회 지역 창설.[75]

### 북극 국립 야생 동물 보호구역 시추
이 법은 북극 국립 야생 동물 보호구역을 석유 및 가스 시추에 개방하는 조항을 포함하고 있다. 이 조항을 세금 법안에 포함시키려는 주요 추진은 공화당 상원의원 리사 머카우스키에서 나왔다. 이 움직임은 장기적인 북극 보호구역 시추 논쟁의 일부로, 공화당원들은 ANWR에서의 시추를 거의 50번 시도했다. 북극 보호구역을 시추에 개방하는 것은 "보존론자와 과학자들로부터 격렬한 반발을 불러일으켰다." 민주당과 야생 단체와 같은 환경 단체들은 공화당의 노력을 비판했다.

## 입법 역사
법안은 2017년 11월 2일 미국 하원에 케빈 브레이디, 공화당 텍사스주 대표에 의해 발의되었다. 2017년 11월 9일, 하원 조세 위원회는 당론 투표로 법안을 통과시켜 하원 전체 회의로 넘겼다. 하원은 2017년 11월 16일, 227대 205의 거의 당론 투표로 법안을 통과시켰다. 민주당원은 법안에 찬성하지 않았고, 13명의 공화당원은 반대했다. 같은 날, 동반 법안이 상원 재무 위원회를 통과했으며, 다시 당론 투표로 14대 12로 통과했다. 11월 28일, 법안은 상원 예산 위원회를 통과했으며, 다시 당론 투표로 통과했다. 2017년 12월 2일 새벽, 상원은 법안의 자체 버전을 51대 49로 통과시켰다. 밥 코커 (R–TN)만이 이 버전의 법안에 반대했으며, 민주당의 지지는 받지 못했다.
하원과 상원 법안의 차이는 2017년 12월 15일 최종 버전에 서명한 회의 위원회에서 조정되었다. 최종 버전은 상원 버전에서 비교적 사소한 변경만 포함했다. 하원은 2017년 12월 19일에 법안의 수정 전 최종 버전을 통과시켰다. 12월 19일 표결에서 원래 하원 법안에 반대표를 던졌던 공화당 의원들은 여전히 반대표를 던졌다 (톰 맥클린톡을 제외하고는 원래 하원 법안에 반대표를 던졌다가 12월 19일에는 찬성표를 던졌다). 그러나 법안의 여러 조항이 상원 의회 절차 규칙을 위반하여 하원은 문제의 조항을 삭제한 채 다시 표결해야 했다. 상원은 2017년 12월 20일에 최종 법안을 51대 48로 통과시켰다. 건강상의 이유로 부재했던 존 매케인 상원의원을 제외하고 모든 공화당 상원의원이 법안에 찬성표를 던졌다. 같은 날 하원에서 재투표가 실시되었으며, 법안은 224대 201로 통과되었다. 트럼프 대통령은 2017년 12월 22일에 법안에 서명하여 법률로 제정했다.

### 하원과 상원 법안의 차이
하원과 상원 법안 사이에는 중요한 차이가 있었다. 부분적으로는 상원 조정 규칙 때문에 법안이 10년 동안 1조 5천억 달러 미만의 적자에 영향을 미치고 그 이후로는 최소한의 적자 영향을 미치도록 요구했기 때문이다. (바이르드 규칙은 상원의원들이 10년 이상 적자를 크게 증가시키는 법안을 저지할 수 있도록 한다.) 예를 들면 다음과 같다.
- 하원 계획은 12%에서 39.6%까지 네 가지 소득세 구간을 가졌지만, 상원 법안은 10%에서 38.5%까지 일곱 가지 구간을 유지했다.[97]
- 하원 계획은 법인세를 즉시 감면했고, 상원 계획은 2019년까지 유예했다.
- 하원 계획은 개인세와 법인세를 "영구적"(즉, 정해진 만료 없음)으로 만들었지만, 상원 법안은 대부분의 개인세 감면(하지만 사업세 감면은 아님)이 만료되도록 했다.
- 하원 계획은 건강 보험 개인 의무를 폐지하지 않았지만, 상원 법안과 최종 법안은 폐지했다.
- 하원 계획은 납부한 주정부, 지방 및 판매세에 대한 공제를 폐지하고, 재산 공제를 10,000달러로 제한했다. 상원 법안은 처음에 주정부 및 지방 재산세 공제를 폐지하려고 했지만, 나중에 법안에서 이는 하원 버전과 유사하게 10,000달러로 변경되었다.
- 하원 계획은 부모가 태아 자녀의 대학 교육을 위해 돈을 적립할 수 있도록 허용했다. 상원 법안은 이 조항을 포함하지 않았다.
- 하원 계획은 모기지 이자 공제를 현재 100만 달러에서 처음 50만 달러 모기지 부채로 제한한 반면, 상원은 변경하지 않았다.[98]
- 하원 계획은 존슨 수정안을 폐지했다. 상원 버전[99]과 최종 법안 모두 존슨 수정안의 폐지를 포함하지 않았다.[100]
- 하원 계획은 면세 지방채를 사용하여 프로 스포츠 경기장에 자금을 지원하는 것을 금지했다. 상원 버전과 최종 법안은 그렇지 않았다.[101]

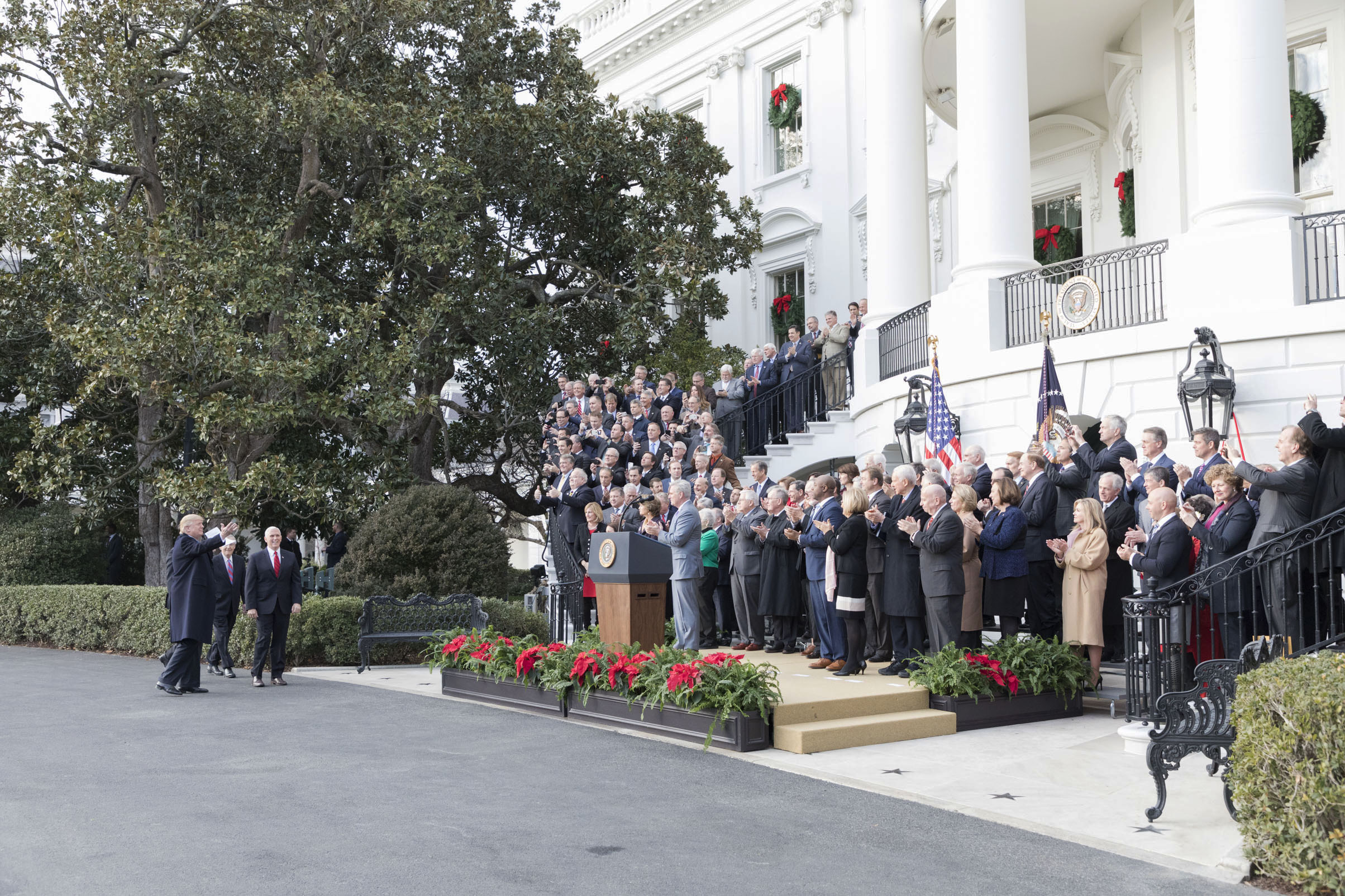
트럼프 대통령과 펜스 부통령이 백악관 밖 기자회견장에서 공화당 의원들과 함께 감세법 통과를 축하하고 있다.

12월 2일 상원 법안 승인 전 최종 변경에서 (다른 사항들 외에도) 추가 변경이 이루어졌으며, 이는 최종 법안을 대통령에게 제출하기 전에 회의 위원회에서 하원 법안과 조정되었다. 회의 위원회 버전은 2017년 12월 15일에 발표되었다. 상원 법안과 비교했을 때 비교적 사소한 차이가 있었다. 개인 및 통과 기업 세금 감면은 10년 후에 만료되지만, 법인세 변경은 영구적이다.

### 회의 전 표결

#### 하원
| 정당                | 정당       | 찬성표 | 반대표                          | 미투표/부재 |
| ------------------- | ---------- | --- | ------------------------------- | ----------- |
| 공화당 (미국) (240) | 227        | 13 - 댄 도노반 - 존 파소 - 로드니 프릴링하이젠 - 대럴 이사 - 월터 존스 주니어 - 피터 T. 킹 - 레너드 랜스 - 프랭크 로비온도 - 톰 맥클린톡 - 대이나 로러바처 - 크리스 스미스 - 엘리스 스테파닉 - 리 젤딘 | –                               |             |
| 민주당 (미국) (194) | –          | 192 | 2 - 마크 포칸 - 프레데리카 윌슨 |             |
| 총계 (434)          | 총계 (434) | 227 | 205                             | 2           |

#### 상원
| 정당               | 정당       | 찬성표                      | 반대표 | 미투표/부재 |
| ------------------ | ---------- | --------------------------- | ------ | ----------- |
| 공화당 (미국) (52) | 51         | 1 - 밥 코커                 | –      |             |
| 민주당 (미국) (46) | –          | 46                          | –      |             |
| 무소속 (2)         | –          | 2 - 앵거스 킹 - 버니 샌더스 | –      |             |
| 총계 (100)         | 총계 (100) | 51                          | 49     | –           |

### 회의 후 표결

#### 하원
| 정당                | 정당       | 찬성표 | 반대표                        | 미투표/부재 |
| ------------------- | ---------- | --- | ----------------------------- | ----------- |
| 공화당 (미국) (239) | 227        | 12 - 댄 도노반 - 존 파소 - 로드니 프릴링하이젠 - 대럴 이사 - 월터 존스 주니어 - 피터 T. 킹 - 레너드 랜스 - 프랭크 로비온도 - 대이나 로러바처 - 크리스 스미스 - 엘리스 스테파닉 - 리 젤딘 | –                             |             |
| 민주당 (미국) (193) | –          | 191 | 2 - 조 케네디 3세 - 마크 포칸 |             |
| 총계 (432)          | 총계 (432) | 227 | 203                           | 2           |

| 정당                | 정당       | 찬성표 | 반대표                                                          | 미투표/부재 |
| ------------------- | ---------- | --- | --------------------------------------------------------------- | ----------- |
| 공화당 (미국) (239) | 224        | 12 - 댄 도노반 - 존 파소 - 로드니 프릴링하이젠 - 대럴 이사 - 월터 존스 주니어 - 피터 T. 킹 - 레너드 랜스 - 프랭크 로비온도 - 대이나 로러바처 - 크리스 스미스 - 엘리스 스테파닉 - 리 젤딘 | 3 - 모 브룩스 - 짐 레나치 - 라마 스미스                         |             |
| 민주당 (미국) (193) | –          | 189 | 4 - 조 케네디 3세 - 그레이스 나폴리타노 - 마크 포칸 - 베니 톰슨 |             |
| 총계 (432)          | 총계 (432) | 224 | 201                                                             | 7           |

#### 상원
| 정당               | 정당       | 찬성표                      | 반대표        | 미투표/부재 |
| ------------------ | ---------- | --------------------------- | ------------- | ----------- |
| 공화당 (미국) (52) | 51         | –                           | 1 - 존 매케인 |             |
| 민주당 (미국) (46) | –          | 46'                         | –             |             |
| 무소속 (2)         | –          | 2 - 앵거스 킹 - 버니 샌더스 | –             |             |
| 총계 (100)         | 총계 (100) | 51                          | 48            | 1           |

## 영향
TCJA의 영향을 분석한 2024년 연구에 따르면 "TCJA는 분명히 연방 부채를 늘리고 세후 소득을 증가시켜 가장 부유한 사람들의 소득을 불균형적으로 늘렸다. GDP와 중위 임금에 미치는 영향은 기껏해야 미미해 보이지만, 명확한 반사실적 상황을 식별하기는 어렵다." 미국 역사상 가장 큰 법인세 감면이었던 TCJA의 법인세 감면을 분석한 또 다른 2024년 연구에서는 세금 감면으로 인해 법인세 수입이 40% 감소하고 기업 투자가 11% 증가했다는 것을 발견했다. 이 연구는 또한 법인세 감면이 "법안 지지자들이 광고한 것보다 경제 성장과 임금을 적게 증가시켰다"는 것을 발견했다.
2025년 연구에 따르면 통과 기업 소득에 대한 20% 공제로 인해 사업 소득이 3~4% 증가했다. 그러나 그 외에는 "물리적 투자, 비소유주에 대한 임금 또는 고용으로 측정되는 실질 경제 활동의 변화에 대한 증거가 거의 없었다."

### 추정 영향

#### 납세자
비당파적 세금정책센터의 2017년 보고서에 따르면, TCJA는 2018년과 2025년에 평균 1,600달러의 세금을 절감할 것으로 예상되었다. 소득 기준 상위 20%의 미국인들은 세금 절감의 약 65%를 받을 것으로 예측되었다. TPC는 하위 80%의 납세자(소득 149,400달러 미만)가 2018년에 35%, 2025년에 34%의 혜택을 받을 것으로 추정했으며, 2027년에는 일부 그룹에서 비용이 발생하여 어떤 혜택도 받지 못할 것으로 예상했다. TPC는 또한 세금 감면 비용을 법률과 별개로 지출 삭감으로 충당할 경우, 2019년 이후 납세자의 72%가 불리한 영향을 받을 것으로 추정했다. 이는 대부분의 지출 삭감이 저소득층 및 중산층 납세자에게 영향을 미치고 세금 감면으로 인한 혜택보다 크기 때문이다.

#### 경제

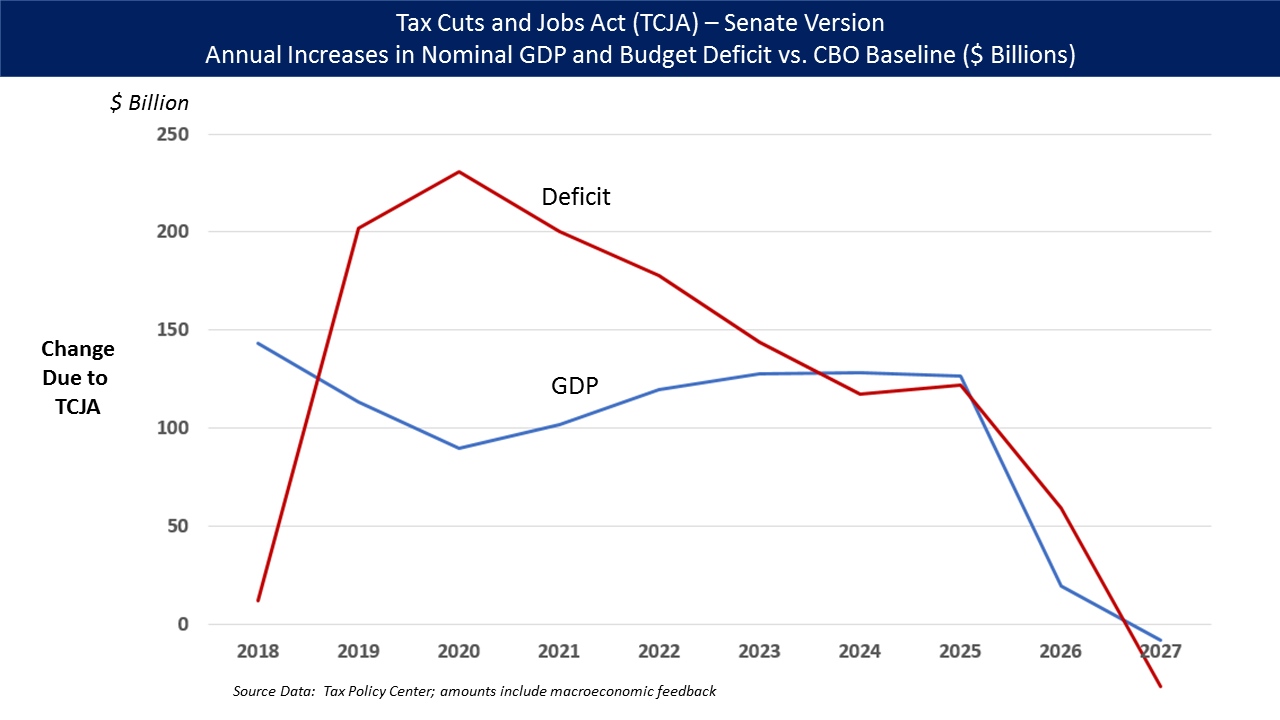
상원 법안에 따른 2018-2027년 기간 동안 GDP 및 예산 적자 연간 변화에 대한 세금정책센터 추정치. 누적 GDP 증가액 961억 달러는 거시경제 피드백 효과를 포함한 적자 증가액 1조 233억 달러보다 작다.

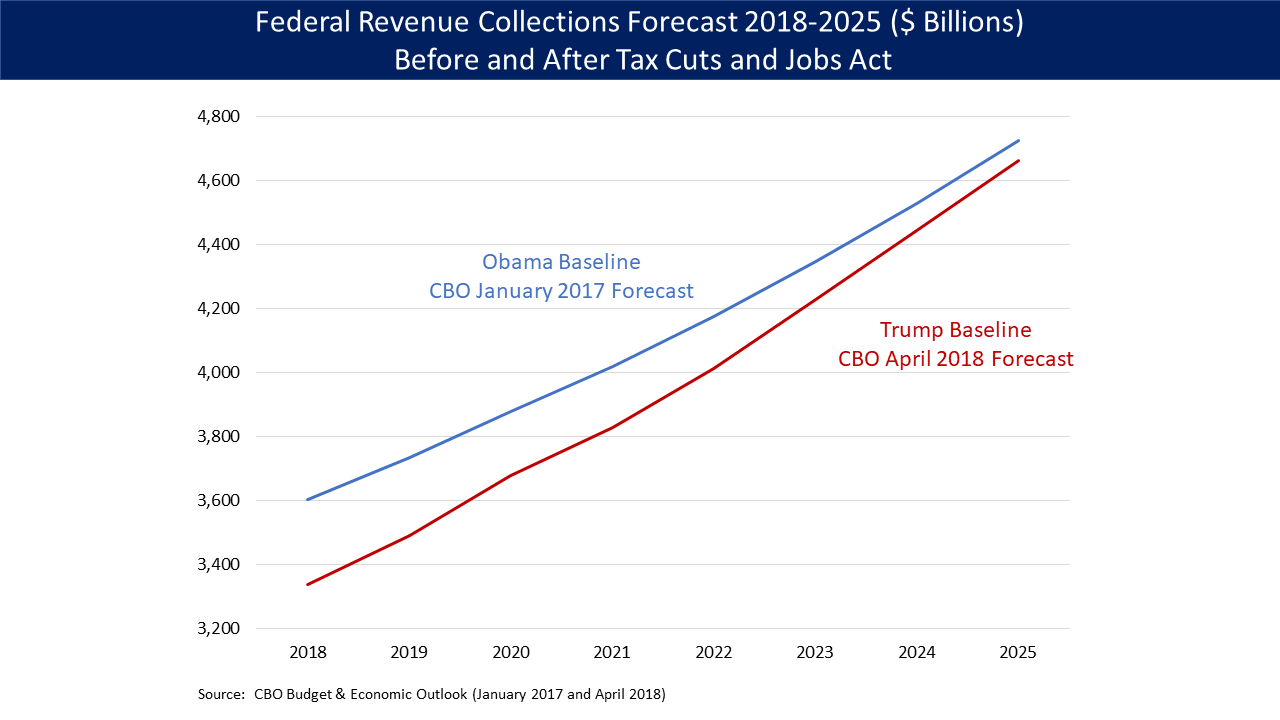
2018-2025년 미국 연방 수입 예측 비교. 2017년 1월(버락 오바마 행정부 말 기준 법률)과 2018년 4월(트럼프 정책 변경 반영) CBO 예측 두 가지를 비교한다. 주요 내용은 다음과 같다. 1) 감세는 감세가 없는 기준선 대비 수입을 감소시킨다. 2) 경제가 성장함에 따라 두 예측 모두에서 세수는 매년 증가한다. 3) 초기에는 격차가 더 커서 초기 연도에 더 큰 경기 부양 효과를 나타낸다.

세금 감면 및 일자리법에 포함된 감세는 적자를 늘려 그러한 감세가 없는 예측에 비해 경제를 활성화시키고 GDP와 고용을 증가시킬 것으로 예상되었다. CBO는 2017년 12월 21일 다음과 같이 보고했다. "전반적으로 순 연방 수입 및 지출 변화의 결합 효과는 저소득 세금 신고 단위에 할당된 적자(주로 지출 감소에서 비롯됨)를 감소시키고 고소득 세금 신고 단위에 할당된 적자(주로 세금 감소에서 비롯됨)를 증가시키는 것이다."
세금정책센터(TPC)는 2017년 12월 1일에 이 법안의 11월 16일 상원 버전에 대한 거시 경제 분석을 보고했다.
- 총 국내총생산은 CBO 기준 예측치 대비 2018-2027년 기간 동안 매년 평균 0.4% 더 높을 것이며, 10년 동안 누적으로 총 961억 달러 더 높을 것이다. TPC는 대부분의 세금 감면이 고소득 가구(저소득 가구보다 세금 감면을 덜 지출하는 경향이 있음)에게 혜택을 줄 것이므로 GDP에 미치는 영향은 미미할 것이라고 설명했다. 또한 TPC는 다음과 같이 보고했다. "현재 경제가 완전 고용에 가깝기 때문에 수요 증가가 산출에 미치는 영향은 경제가 불황일 때보다 더 작고 더 빨리 감소할 것이다."[112]

펜 워튼 예산 모델(PWBM)은 이전 법률 기준선 대비 2027년까지 다음과 같이 추정했다.
- GDP 수준은 0.6%에서 1.1% 더 높을 것이다.
- 부채는 거시 경제 피드백 효과를 포함하여 1조 9천억 달러에서 2조 2천억 달러 사이로 증가할 것이다.[116] 2019년 5월 미국 의회조사국에서 발표한 첫 해 결과 분석에는 다음이 포함된다.[117][118]
- "경제에 미치는 첫 해 영향은 상대적으로 작거나 거의 없음"
- "GDP의 0.3% 이하의 피드백 효과"
- "세전 이익과 경제적 감가상각(자본 가격)은 임금보다 빠르게 성장했다."
- 물가 조정 임금 성장률은 "노동 보상의 전반적인 성장률보다 작으며 일반 노동자의 임금 성장률이 거의 없음을 나타낸다."
- "증거는 2018년 해외 투자가 급증했음을 시사하지 않는다."
- "세금 감면 또는 송환 수입으로 인한 상당한 자사주 매입 증가는 증거가 있지만, 노동자 보너스 지급에는 비교적 적게 사용되었다."

#### 예산

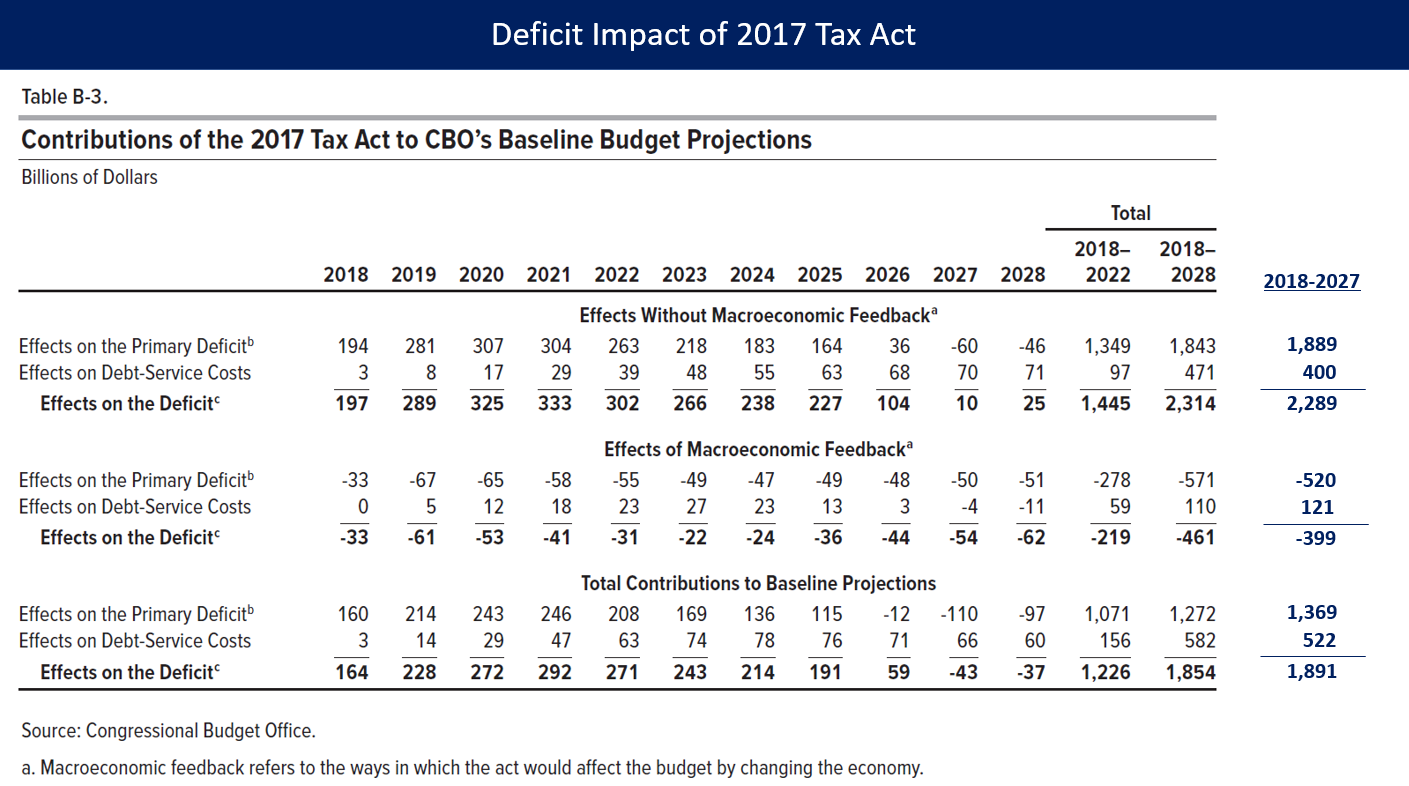
CBO는 2017년 조세법이 2018-2027년 10년 동안 예산 적자를 2조 2890억 달러 증가시키거나 거시 경제 피드백 후 1조 8910억 달러 증가시킬 것으로 예측한다.

CBO는 2017년 1월 (트럼프 취임 직전) 2017년 1월 현재 법률이 지속된다면 2018 회계 연도에 3조 6000억 달러의 수입이 있을 것으로 예측했다.
CBO는 2017년 12월 21일에 다음과 같이 보고했다. "전반적으로 순 연방 수입 및 지출 변화의 결합 효과는 저소득 세금 신고 단위에 할당된 적자(주로 지출 감소에서 비롯됨)를 감소시키고 고소득 세금 신고 단위에 할당된 적자(주로 세금 감소에서 비롯됨)를 증가시키는 것이다."
JCT(Joint Committee on Taxation)는 이 법안이 10년 동안 연간 적자(부채)에 총 1조 4560억 달러를 추가할 것으로 추정했다.

#### 분포

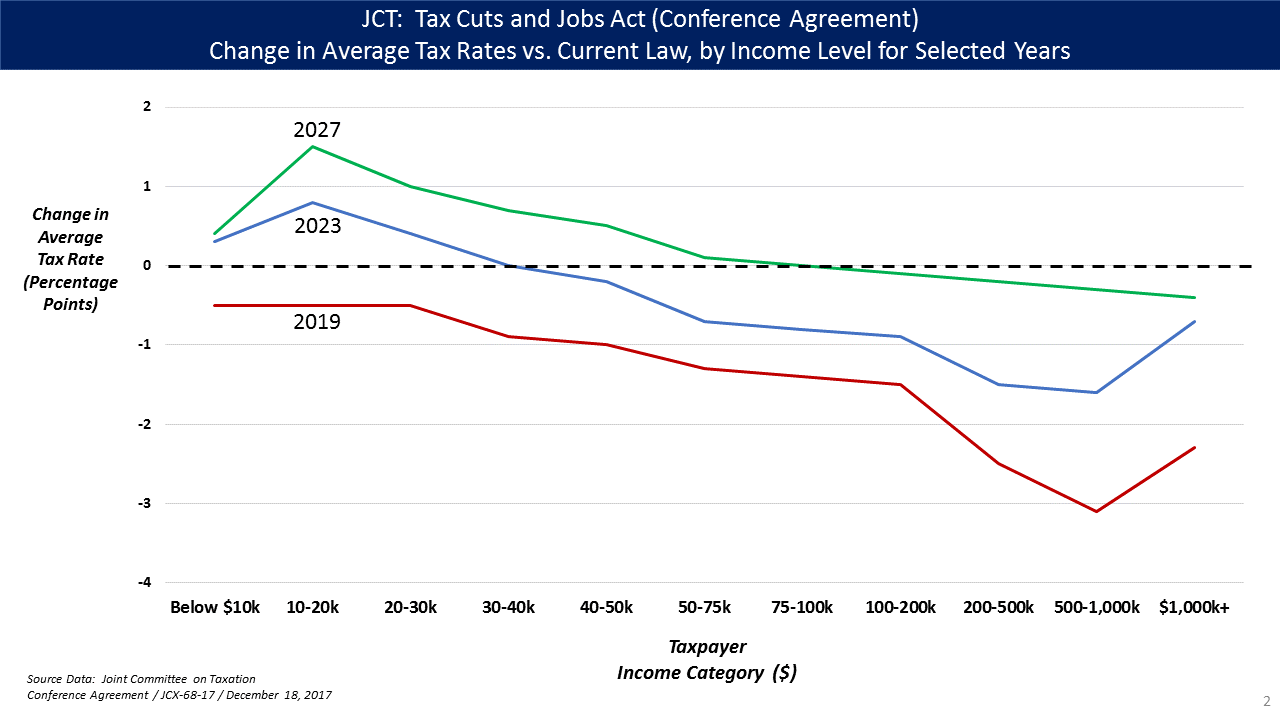
2017년 12월 15일 현재 회의 합의안에 따른 다양한 소득 계층별 평균 세율 변화 (연도별). 각 선이 오른쪽 아래로 내려가는 기울기는 고소득층에게 더 큰 혜택이 있음을 나타내며, 시간이 지남에 따라 선이 위로 이동하는 것은 모든 소득 수준에서 혜택이 줄어들거나 (또는 비용이 증가함을) 나타낸다.

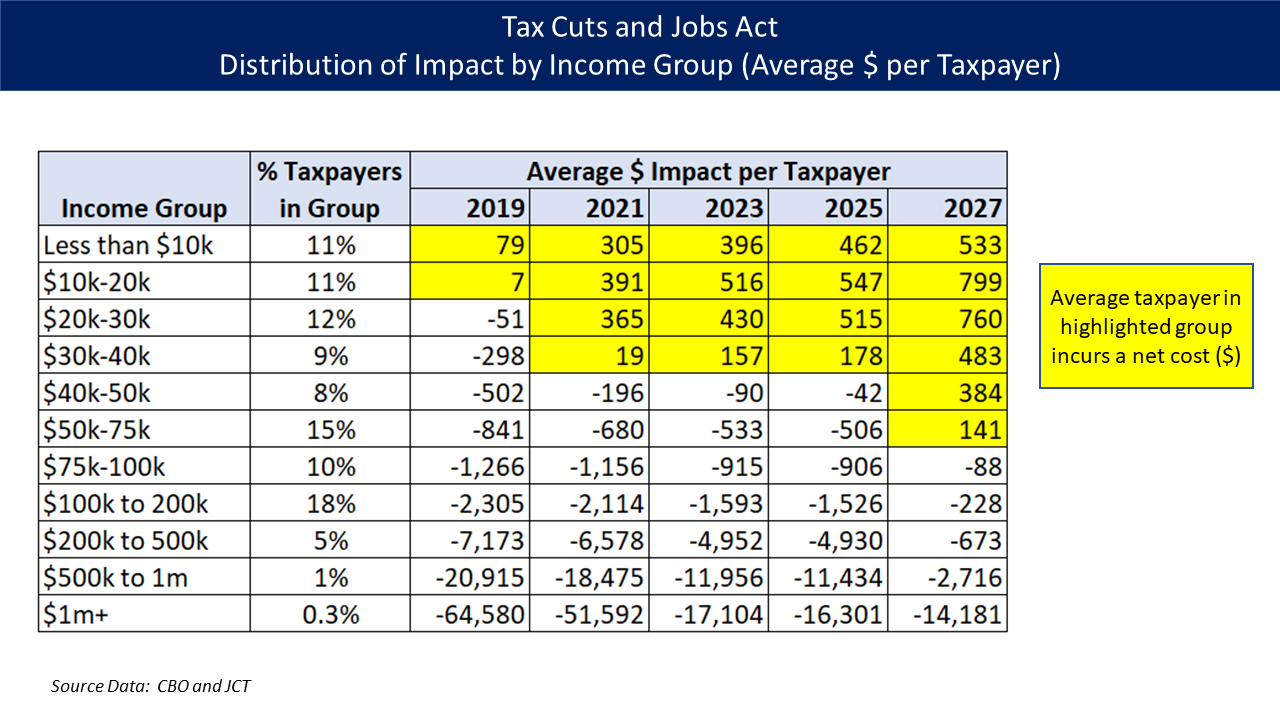
이 법안에 따른 소득 계층별 영향 분포 (납세자당 평균 달러). CBO 및 JCT 추정치. 일반적으로 노란색으로 강조된 소득 계층의 납세자는 주로 의료 보조금 감소로 인해 순 비용이 발생한다 (예산 적자를 줄이므로 양수로 표시). 고소득 납세자는 감세를 통해 혜택을 받는다 (예산 적자를 증가시키므로 음수로 표시). 각 소득 계층의 납세자 비율도 2023년 기간에 대해 표시된다. 차트의 "납세자"라는 용어는 CBO 및 JCT 연구에서 더 공식적인 "세금 신고 단위"를 의미한다. 세금 신고 단위는 세금 신고서를 의미하며, 이는 한 사람 또는 공동 신고하는 기혼 부부 등을 나타낼 수 있다.

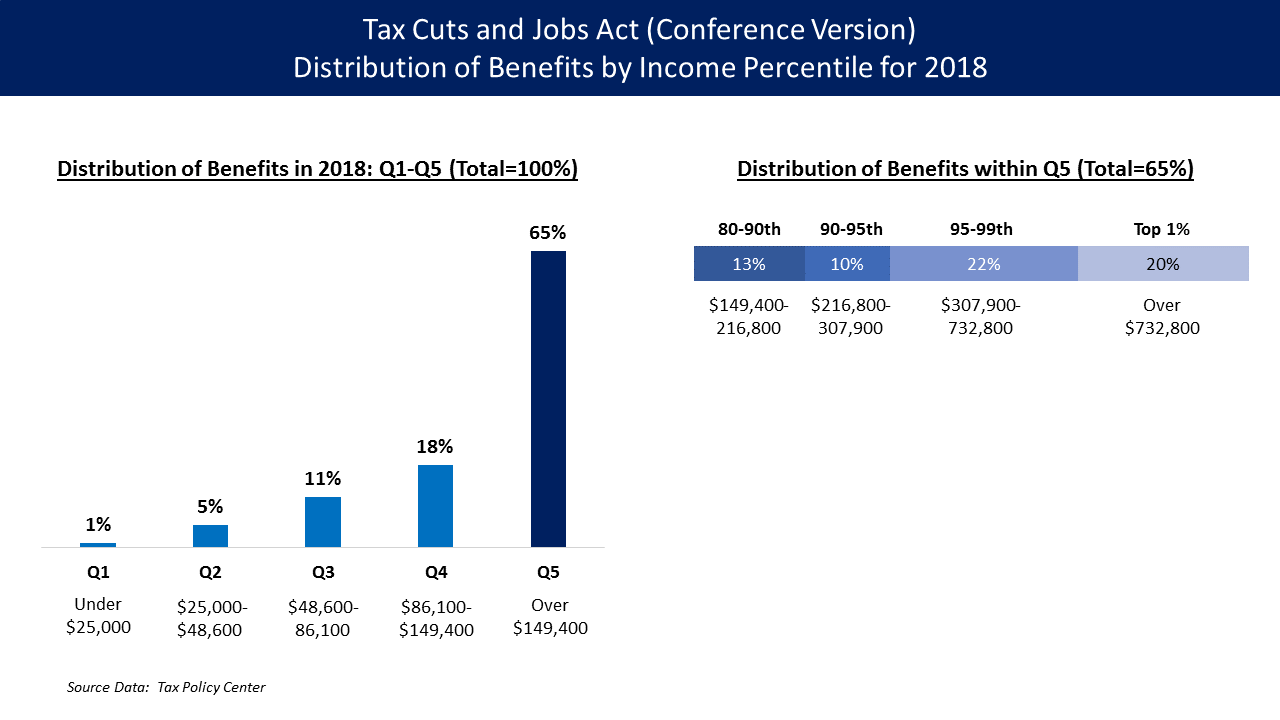
세금정책센터 데이터에 기반한 세금 감면 및 일자리 법 (회의 위원회 버전)에 따른 2018년 소득 백분위별 혜택 분포. 상위 10%의 납세자 (소득 216,800달러 초과)는 혜택의 52%를 받는 반면, 하위 60% (소득 86,100달러 미만)는 혜택의 17%를 받는다. 이는 ACA 보조금 감소의 영향을 제외한 것이다.

2017년 12월 21일, 미국 의회예산처 (CBO)는 이 법안의 분배 추정치를 발표했다.
- 2019년 동안, 2만 달러 미만을 버는 소득 집단(납세자의 약 23%)은 적자 감축에 기여할 것이다 (즉, 비용 발생). 이는 주로 환자보호 및 부담적정보험법의 개인 의무 폐지로 인한 보조금 감소 때문이다. 다른 집단은 적자 증가에 기여할 것이다 (즉, 혜택 수령). 이는 주로 세금 감면 때문이다.
- 2021년, 2023년, 2025년 동안, 4만 달러 미만을 버는 소득 집단(납세자의 약 43%)은 적자 감축에 기여할 것이며, 4만 달러를 초과하는 소득 집단은 적자 증가에 기여할 것이다.
- 2027년 동안, 7만 5천 달러 미만을 버는 소득 집단(납세자의 약 76%)은 적자 감축에 기여할 것이며, 7만 5천 달러를 초과하는 소득 집단은 적자 증가에 기여할 것이다.[115][122]

세금정책센터(TPC)는 이 법안에 대한 분배 추정치를 보고했다. 이 분석에는 ACA 개인 의무 폐지의 영향은 제외되었다. 이는 주로 4만 달러 미만의 소득 집단에게 상당한 비용을 부과할 것이다. 또한 이 법안이 적자 조달된다고 가정하므로 이 법안을 지원하기 위해 사용된 어떠한 지출 삭감의 영향도 제외되었다. 이는 소득의 비율로 볼 때 저소득층 가구에게 불균형적으로 영향을 미칠 것이다.

#### 건강 보험

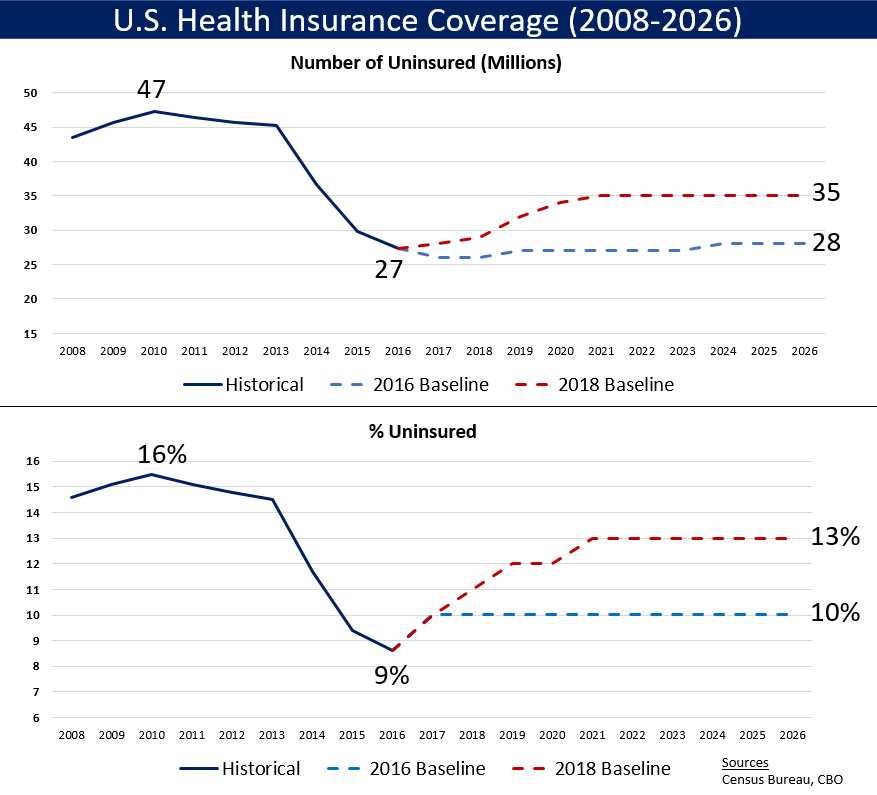
미국 무보험자 수 (백만 명) 및 비율 (%) (2008-2026). 2016년까지의 역사 데이터와 2026년까지의 두 가지 CBO 예측 (2016년/오바마 정책 및 2018년/트럼프 정책) 포함. 트럼프 행정부 하에서 더 많은 무보험자가 발생하는 두 가지 주요 이유는 다음과 같다. 1) 건강 보험 가입 의무 폐지 (세금 법안의 일부) 및 2) 비용 분담 감소 지급 중단.

TCJA는 ACA 개인 의무를 0달러로 설정함으로써 건강 보험에 영향을 미쳤다. 이로 인해 젊고 건강한 일부 사람들이 보험 가입을 선택하지 않을 것으로 예상되어 최대 1,300만 명의 건강 보험 가입자가 감소할 것으로 예측되었다. CBO는 이후 2018년에 이 추정치를 2026년까지 700만 명 감소로 수정했다.

### 실제 영향
블룸버그에 따르면 TCJA는 일부 사람들에게는 세법을 단순화했지만 다른 사람들에게는 그렇지 않았으며, 법인 부채를 줄이고, 투자가 일시적으로 증가했다가 감소했으며, 사업 활동을 다시 가져오지 않고 해외에서 돈을 가져왔다. TCJA는 또한 대부분의 미국 납세자에게 세금을 감면했다.
2018년, 90개가 넘는 포춘 500 기업이 도널드 트럼프의 2017년 세금 감면 및 일자리법의 결과로 "유효 연방 세율이 0% 이하"를 납부했다.

#### 납세자
2019년 봄, 뉴욕 타임스와 워싱턴 포스트 모두 대부분의 미국 납세자가 TCJA 하에서 세금 감면을 받았다고 밝혔다.
세금정책센터는 2019년에 TCJA가 미국 가구의 약 65%에 대해 개인 소득세를 낮추고, 약 6%의 미국 가구에 대해 개인 소득세를 인상했으며, 나머지 미국 가구에 대해 세금을 거의 동일하게 유지했다고 밝혔다.
2017년 10월, 백악관 대통령 경제 자문 위원회는 TCJA에 포함된 법인세 감면이 실제 중위 가구 소득을 연간 3,000달러에서 7,000달러 증가시킬 것으로 추정했다. 그러나 TCJA 시행 첫 해에는 실제 중위 가구 소득이 553달러 증가했다. 인구 조사국은 이 증가를 통계적으로 중요하지 않다고 특징지었다.

#### 경제
2018년, 기업들은 자사주 매입에 기록적인 1조 1천억 달러를 지출했으며, 대부분의 주요 기업(전미 경영 경제학회 조사에서 84%)은 받은 세금 감면에 따라 고용 관행이나 사업 투자를 변경하지 않았다. 이러한 패턴은 2018년 초에도 분명했는데, 블룸버그는 S&P 500 기업 51곳을 분석한 결과 기업 세금 절감액의 약 60%가 주주에게 돌아가고 15%가 직원에게 돌아갔다고 보고했다. 블룸버그 이코노믹스 분석에 따르면 2018년에 기업 투자가 증가했지만, 그 활동의 상대적으로 적은 부분이 세금 인하에 기인한 것으로 볼 수 있었다. 연방 준비 은행의 연구에 따르면 기업들은 신규 자본 지출이나 연구 개발 투자보다는 자사주를 매입하고 부채를 상환했다.
블룸버그 뉴스는 2020년 1월에 미국의 상위 6개 은행이 감세 시행 후 2년 동안 320억 달러 이상의 세금을 절감했으며, 동시에 대출을 줄이고 일자리를 줄이며 주주에게 배당을 늘렸다고 보도했다.
2024년 패트릭 J. 케네디와 JCT(Joint Committee on Taxation)의 연구에 따르면 TCJA의 법인세 조항에 대응하여 소득 상위 10%는 임금 인상을 경험했지만 하위 90%는 그렇지 않았다.

#### 예산
법안이 통과된 지 2년 만에, 처음에 주장했던 증가된 경제 성장을 통해 자체적으로 비용을 충당하지 못했다. 책임 있는 연방 예산 위원회의 마야 맥기네스 회장에 따르면
연방 법인세 수입은 2017년 1분기 4,090억 달러 연 환산 수준에서 2018년 1분기 2,690억 달러로 감소했다. 이는 트럼프 감세의 직접적인 결과이다. 2018년 9월 마감된 회계 연도 전체의 법인세 수입은 전 회계 연도 대비 31% 감소하여, 기업 이익, 따라서 법인세 수입이 급락했던 대침체 기간을 제외하고는 1934년 기록이 시작된 이후 가장 큰 감소를 기록했다. 분석가들은 2018 회계 연도의 감소가 세금 감면에 기인한다고 설명했다.
뉴욕 타임스는 2019년 8월에 다음과 같이 보도했다. "적자 증가 수준은 트럼프의 2017년 감세 이후 연방 수입의 급격한 감소에서 비롯된다. 이는 개인 및 법인세율을 낮추어 재무부에 유입되는 세금이 훨씬 줄어들었기 때문이다. 2018년과 2019년의 세수는 예산청이 2017년 6월 감세 법이 통과되기 전에 예상했던 것보다 4,300억 달러 이상 부족하다."

#### 분포
조세경제정책연구소 분석에 따르면 이 법은 "주로 세금이 높고 일반적으로 부동산 가치도 높은 민주당 성향 주, 특히 주요 대도시 지역의 중상류층 가족에게 더 많은 세금 인상 영향을 미친다. 대부분의 공화당 성향 주에서는 소득 백분위 80~95% 사이의 가구 중 약 5분의 1만이 2027년까지 하원 공화당 법안에 따라 세금 인상에 직면하는 반면, 콜로라도와 일리노이에서는 이 수치가 약 3분의 1로, 오리건, 버지니아, 매사추세츠, 뉴욕, 코네티컷에서는 약 5분의 2 이상으로, 뉴저지, 캘리포니아, 메릴랜드에서는 절반 이상으로 증가한다..."
2027년, 모든 가족에게 균등하게 부과되는 지출 삭감으로 감세 비용을 충당한다면, 세후 소득은 상위 0.1%에게 3.0% 더 높을 것이며, 상위 10%에게 1.5% 더 높을 것이며, 중간 40%(30~70 백분위)에게는 -0.6% 더 낮을 것이며, 하위 50%에게는 -2.0% 더 낮을 것이다.

#### 국제 조세 기준
2017년 11월, 경제협력개발기구는 2016년 미국의 세금 부담이 GDP 대비 비율로 측정했을 때 OECD 평균보다 낮다고 보고했다.
- 많은 주정부 및 지방세를 포함한 총 세금은 2016년 GDP의 26.0%였으며, OECD 평균은 34.3%였다.
- 소득세는 2016년 GDP의 8.5%였으며, OECD 평균은 8.9%였다.[147]
- 법인세는 2011년 GDP의 2.3%였으며, OECD 평균은 GDP의 3.0%였다.[148] 그럼에도 불구하고, 세금 감면 및 일자리법 통과 이전 미국의 법인세율은 35%로, 당시 OECD 평균 25%보다 10%포인트 높았다. TCJA는 미국의 법인세율을 21%로 낮추어 당시 OECD 평균보다 4%포인트 낮아졌다.[149]

블룸버그 칼럼니스트 저스틴 폭스는 미국인들이 다른 OECD 국가보다 GDP 대비 비율로 측정했을 때 훨씬 높은 의료 및 대학 등록금 비용으로 인해 재정적 압박을 느낄 수 있으며, 이는 이미 낮은 조세 구조의 혜택을 상쇄한다고 썼다.

##### 국제 무역 문제
제안된 세제 개혁, 특히 사업 세금 인하의 잠재적 결과는 (이론적으로) 미국이 외국 자본(투자금)에게 더 매력적인 곳이 될 것이라는 것이다. 이러한 외국 자본 유입은 기업 투자의 급증을 지원하는 데 도움이 될 것이며, 이는 법안의 명시된 목표 중 하나이다. 그러나 대규모 외국 자본 유입은 달러 가격을 상승시켜 미국 수출품을 더 비싸게 만들고, 따라서 무역 적자를 증가시킬 것이다. 폴 크루그먼은 이로 인해 최대 250만 개의 미국 일자리에 부정적인 영향을 미칠 수 있다고 추정했다.
뉴욕 타임스에 따르면, "광범위한 전문가들은 세금 인하가 무역 적자를 증가시킬 가능성이 있다는 데 동의한다"고 하며, 이는 백악관의 무역 적자 축소라는 명시된 우선순위와 상충된다. 그러나 경제학자들은 무역 적자 감소가 미국 경제에 반드시 좋다는 것을 널리 부정한다.

##### 외국 반대
5대 유럽 경제국(프랑스, 독일, 이탈리아, 스페인, 영국)의 재무장관들은 스티븐 므누신 미국 재무장관에게 서한을 보내 세제 개혁이 세계무역기구 규칙을 위반하고 국제 무역을 왜곡할 수 있으므로 무역 전쟁을 유발할 수 있다는 우려를 표명했다. 중국도 비슷한 우려를 표명했다. 이 법안에 대한 대응으로 독일 경제학자들은 독일 정부가 세제 개혁과 추가 보조금을 시행하여 일자리와 투자가 미국으로 손실되는 것을 막아야 한다고 주장했다.

#### 이해 상충
FactCheck.Org, PolitiFact, 워싱턴 포스트의 fact-checker와 같은 팩트체커들은 트럼프의 경제 제안과 세금 계획이 자신과 같은 부유층에게 혜택을 주지 않을 것이라는 주장이 사실이 아닐 가능성이 높다는 것을 발견했다. 뉴욕 타임스 분석에 따르면, 2005년(그의 세금 신고서가 유출된 최근 유일한 해)에 트럼프의 세금 계획이 시행되었다면 그는 1,100만 달러의 세금을 절감했을 것이라고 밝혔다. 분석에 따르면 트럼프는 최종 상속세 청구서에서 440만 달러를 절감할 것이라고 한다. 전문가들은 이 법안으로 인해 대통령과 그의 가족에게 돌아갈 재정적 이익은 "미국 정치 역사상 전례가 없다"고 말한다.
많은 공화당 하원의원들 또한 통과 공제로부터 개인적으로 이익을 볼 수 있었다. 가장 주목할 만한 것은 은퇴하는 테네시 상원의원 밥 코커는 한동안 세금 계획에 반대하는 유일한 공화당 상원의원이었다. 코커는 적자를 늘리는 세금 계획을 지지하지 않을 것이라고 밝혔다. 그러나 뇌암 치료를 받고 있어 투표할 수 없었던 아리조나 상원의원 존 매케인이 법안을 지지한 후, 코커는 그가 혜택을 받을 수 있는 통과 공제 조항이 법안에 포함된 것이 확인된 후 최종 법안에 대한 찬성표를 던졌다. 코커는 그가 자신에게 이익이 되는 조항 때문에 투표를 바꿨다는 주장을 거부했으며, 법안에 그가 개인적으로 이익을 볼 수 있는 조항이 있다는 것을 전혀 몰랐다고 말했다.

#### 세금 복잡성
뉴욕 타임스에 따르면 "정치 스펙트럼 전반의 경제학자 및 세무 전문가들은 제안된 시스템이 탈세를 유도할 것이라고 경고한다. 세법이 소득 유형, 개인 특성 또는 경제 활동을 더 많이 구분할수록 인위적으로 소득을 분류하거나, 구조를 변경하거나, 낮은 세율을 찾기 위해 범주를 전환하려는 유인이 커진다." 월스트리트 저널에 따르면 이 법안의 "사업 및 개인 과세 변경은 경제 및 연방 수입 징수에 미치는 알려지지 않은 결과와 함께 새로운 사업 재편 및 세법 게임 시대"를 초래할 수 있다고 한다.
공화당은 처음에 세금 개혁을 세법 단순화 노력으로 정당화했다. 하원 조세 위원회 위원장 케빈 브레이디와 하원 의장 폴 라이언은 2017년 11월에 세법을 너무 많이 단순화하여 미국인 10명 중 9명이 엽서로 세금 신고를 할 수 있을 것이라고 말했다. 도널드 트럼프 대통령은 2017년 12월 13일에 사람들이 "작고 아름다운 한 장의 종이"로 세금 신고를 할 수 있을 것이라고 말했다. 그러나 최종 세법 법안이 의회를 통과했을 때 법안은 대부분의 허점을 그대로 유지했으며 세법을 단순화하지 않았다. 하원 지도자들의 발표로 세금 준비 업체의 주가가 하락했지만, 실제 법안이 발표되자 세금 준비 업체 주가는 급등했다.

#### 절차적 문제
법안은 이 법의 종합적인 개혁적 성격에 대한 토론이 거의 없이 의회를 통과했다. 400페이지에 달하는 하원 법안은 법안이 처음 발표된 지 2주 만에 "단 한 번의 청문회 없이" 통과되었다. 상원에서는 법안의 최종 버전이 공개 청문회를 거치지 않았으며, "대부분 비공개로 작성되었고, 최종 투표 직전에 발표되었다." 공화당원들은 투표 몇 시간 전에 세금 법안의 주요 부분을 다시 작성하여 여러 공화당 반대파의 표를 얻기 위해 주요 변경을 가했다. 마지막 순간의 많은 변경은 법안의 이전 초안에 손으로 작성되었다. 개정 내용은 "K 스트리트 로비 상점에서 먼저 나타났으며, 일부 상원 민주당원에게 사본을 다시 보냈다. 민주당원들은 소셜 미디어에 직접 공유되지 않은 대규모 법안에 대해 몇 시간 만에 투표해야 한다는 사실에 항의했다."
법안의 급속한 승인은 민주당원들의 거센 반발을 불러일으켰다. 찰스 슈머 (D-NY) 상원 소수당 대표는 상원의원들에게 법안을 읽을 시간을 더 달라고 제안했지만, 모든 공화당원이 반대표를 던져 이 동의안은 부결되었다. 앨라배마의 신임 상원의원 더그 존스가 법안에 투표할 때까지 기다려 달라는 요청도 거부되었다. 일부 논평가들 또한 이 절차를 비판했다. 뉴욕 타임스 편집위원회는 상원의 법안 급속 승인 움직임이 "법률가들이 거대한 법안을 통과시켜야 하는 방식이 아니다"라고 썼으며, 이 법안을 1986년 세법과 비교하며 "의회와 레이건 행정부가 초당적으로 협력하고, 수많은 초안을 만들고, 많은 청문회를 열고, 수많은 타협을 이끌어냈다."고 썼다. 블룸버그 칼럼니스트 Al Hunt는 이 법안을 "최소한의 투명성으로 입법화된 부실한 결과물"이며, "수많은 의원들이 법안에 찬성표를 던지면서도 자신이 무엇을 했는지 완전히 이해하지 못한 채" "단축된 입법 절차를 통해 너무 빠르게 통과"되었다고 분류했다.

#### 법률 이름
이 법안의 단명을 설정하는 조항은 버니 샌더스 (D-VT) 상원의원이 상원 의회 사무처에 바이르드 규칙 위반으로 이 조항이 불필요하다고 주장하며 이의를 제기한 후 삭제되었다. 결과적으로 "세금 감면 및 일자리법"이라는 이름은 널리 사용되지만, 공식적으로는 장명 또는 공법 115-97로 불리는 법안에는 포함되지 않는다.

#### 연방준비제도
연준 관계자들은 2017년 초에 공격적인 감세가 이미 계획된 금리 인상 속도를 높일 수 있다고 밝혔다. 금리 인상은 차입 비용을 증가시켜 다른 모든 조건이 동일하다면 경제 성장(GDP)을 둔화시킨다. 연준은 또한 완전 고용에 가까운 성장 경제에서 인플레이션 위험을 상쇄하기 위해 금리를 인상한다. 그러나 세금 계획이 더 명확해지고 경제에 미치는 영향이 비교적 미미하다고 판단되자, 연준은 2018년에 세 번이나 금리를 점진적으로 인상하려는 계획은 변경되지 않을 것이라고 밝혔다.

### 경제학자 견해
학계 경제학자들 사이에서 세금 계획이 트럼프 행정부가 예측한 만큼 경제에 도움이 될지에 대한 명확한 합의는 없었지만, 이는 공적 적자와 경제적 불평등을 확대할 것이라는 데에는 합의가 있었다.
시카고 대학교의 글로벌 시장 이니셔티브에서 실시한 설문 조사에서 인터뷰한 경제학자 38명 중 37명이 이 법안이 국가 부채의 급격한 증가를 초래할 것이라고 밝혔다. 한 명의 반대 경제학자는 나중에 마음을 바꿨다. 반대로 38명의 경제학자 중 단 한 명(스탠퍼드의 대럴 더피)만이 "미국이 현재 하원과 상원을 통과하고 있는 것과 유사한 세금 법안을 제정하고 세금 또는 지출 정책에 다른 변화가 없다고 가정한다면, 현재 상태보다 10년 후에 미국 GDP가 상당히 높아질 것"이라는 주장에 동의했다.
노벨 경제학상 수상자 4명은 이 법안에 대해 반대 의견을 표명했다. 조지프 스티글리츠, 폴 크루그먼, 리처드 세일러, 앵거스 디턴.
프린스턴 경제학자 앨런 블라인더는 1994년부터 1996년까지 연방 준비 제도 이사회 부의장을 역임했으며, 월스트리트 저널에 실린 기사에서 트럼프 감세는 "거의 모든 것이 잘못되었으며" "연방 적자에 큰 구멍을 뚫었다"고 주장했다.
137명의 경제학자로 구성된 한 그룹이 이 법안에 대한 지지를 표명하는 공개 서한에 서명했으며, 이 서한은 트럼프 대통령, 하원 의장 폴 라이언, 상원 재무 위원회가 경제학자들 사이에서 법안에 대한 지지를 보여준다고 홍보했다. 이 서한은 좌파 자유주의 출판물에서 비판을 받았는데, 그들은 일부 주장을 반박하는 독립적인 연구를 인용하고 서명자 중에 존재하지 않는 사람이 포함되어 있다고 주장했다. 9명의 경제학자 그룹 (주로 레이건 및 부시 행정부 출신)이 10년 안에 법인세율 인하로 3% 성장을 예상하는 서한을 작성했다. 이 서한은 하버드 경제학자 래리 서머스와 제이슨 퍼먼 (오바마 행정부에서 모두 근무했음)에게 이의가 제기되었고, 9명의 경제학자는 원래 주장에서 물러나는 듯했다.
가디언에 따르면, 미국 전역의 13명의 조세법 교수들은 68페이지 분량의 연구에서 이 법률의 과정이 "급하게, 비밀스럽게" 진행되어 "깊이 결함 있는 법률"을 초래했다고 밝혔다.

### 정치적 중요성
2017년 11월, 린지 그레이엄 (R-SC) 상원의원은 세금 개혁이 제정되지 못하면 공화당으로 가는 "재정적 기부금이 중단될 것"이라고 말했다. 이는 크리스 콜린스 (R-NY) 하원의원의 발언과 유사한데, 그는 "내 기부자들은 기본적으로 '해내거나 다시는 전화하지 말라'고 말하고 있다."고 말했다.

## 통과 전 제외된 조항
일부 조항은 처음에 법안에 포함될 것으로 제안되었지만, 최종 통과 전에 제외되었다.

### 학비 면제 면세
하원을 통과한 법안은 대학원생에게 미치는 상당한 부정적인 영향으로 비판받았다. 사립 대학의 대학원생들은 실제 세금율이 41.9% 이상으로 높아질 수 있었는데, 이는 미국에서 가장 부유한 사람들도 일반적으로 납부하는 세율보다 높은 것이다. 이 변경은 법안의 한 조항 때문에 발생했는데, 이는 자격 있는 학비 및 관련 비용 공제를 폐지하여 대학원생의 면제된 학비를 과세 대상 소득으로 간주했을 수 있다. 장학금이 면제된 학비보다 상당히 적다는 점을 감안할 때, 이는 일반적으로 공립 대학의 경우 세금을 30-60% 증가시키고 사립 대학의 경우 수백 퍼센트 증가시켰을 것이다. 상원 법안에는 이러한 조항이 포함되지 않았다.
하원 법안의 대학원생에 대한 불리한 대우는 미국 과학자 양성에 미치는 부정적인 영향으로 비판받았다. 이 법안이 미국 과학 및 혁신에 미치는 영향은 스탠퍼드 명예교수 버턴 릭터 (노벨 물리학상 및 국가 과학 메달 수상자)에 의해 비판받았다. 그는 고급 학위를 취득하려는 미국인에게 미치는 법안의 부정적인 영향을 비판하며, 감세의 예산 영향으로 과학 연구에 대한 연방 자금 지원이 크게 줄어들 것이라고 썼다.
이 법의 최종 버전은 이 분야에서 상원의 문구를 반영하여, 이전 법률의 학비 면제에 대한 세금 면제를 유지했다.

### 자동 지출 삭감 방지/페이고
2010년 법정 페이고법 (PAYGO)에 따라 연방 적자를 증가시키는 법률은 의회가 포기 투표를 하지 않는 한 자동 지출 삭감을 유발한다. 이 법안은 적자에 1조 5천억 달러를 추가하므로 10년 동안 매년 1,500억 달러의 자동 삭감이 적용될 것이며, 메디케어에 대한 연간 250억 달러 삭감도 포함된다. PAYGO 포기는 조정 법안에서는 허용되지 않으므로 필리버스터를 종료하기 위해 상원에서 60표가 필요한 별도의 법안이 필요하다. 의회가 포기를 통과시키지 않았다면, 법정 PAYGO 시퀀스가 발생한 첫 번째 사례가 될 것이다. 그러나 PAYGO 포기는 12월 22일 의회에서 통과되어 트럼프 대통령이 서명한 회계 연장 법안에 포함되었다.

## 여론
파이브서티에이트의 2017년 11월 분석에 따르면, 이 법안은 1990년과 1993년의 세금 인상을 포함하여 최소 36년 만에 가장 인기 없는 주요 세금 법안으로 나타났다. 2018년 2월 12일을 제외하고는 RealClearPolitics 여론 조사 종합 결과 2017년 10월부터 2018년 12월까지 적어도 다수의 미국인들이 이 법안에 대해 부정적인 의견을 가지고 있음을 나타냈다.
| 여론 조사 출처                | 조사 기간        | 조사 기간        | 지지/찬성 | 지지/찬성 | 반대/비판 | 반대/비판 | Ref.    |
| 여론 조사 출처                | 시작             | 종료             | 지지/찬성 | 지지/찬성 | 반대/비판 | 반대/비판 | Ref.    |
| ----------------------------- | ---------------- | ---------------- | --------- | --------- | --------- | --------- | ------- |
| 뉴욕 타임스/SurveyMonkey      | 2018년 2월 5일   | 2018년 2월 11일  | 51%       | 51        | 46%       | 46        | [ 209 ] |
| 모넘어스 대학교               | 2018년 1월 28일  | 2018년 1월 30일  | 44%       | 44        | 44%       | 44        | [ 210 ] |
| 하버드/해리스 여론 조사       | 2018년 1월 17일  | 2018년 1월 19일  | 47%       | 47        | 53%       | 53        | [ 211 ] |
| Politico/모닝 컨설트          | 2018년 1월 11일  | 2018년 1월 16일  | 45%       | 45        | 34%       | 34        | [ 212 ] |
| GQR 리서치                    | 2018년 1월 6일   | 2018년 1월 11일  | 43%       | 43        | 46%       | 46        | [ 213 ] |
| 뉴욕 타임스/SurveyMonkey      | 2018년 1월 1일   | 2018년 1월 5일   | 46%       | 46        | 49%       | 49        | [ 214 ] |
| 이코노미스트/YouGov           | 2017년 12월 31일 | 2018년 1월 2일   | 37%       | 37        | 39%       | 39        | [ 215 ] |
| 맥러플린 & 어소시에이츠       | 2017년 12월 14일 | 2017년 12월 18일 | 49%       | 49        | 41%       | 41        | [ 216 ] |
| Politico/모닝 컨설트          | 2017년 12월 14일 | 2017년 12월 18일 | 42%       | 42        | 39%       | 39        | [ 217 ] |
| CNN/SSRS                      | 2017년 12월 14일 | 2017년 12월 17일 | 33%       | 33        | 55%       | 55        | [ 218 ] |
| NBC 뉴스/월스트리트 저널      | 2017년 12월 13일 | 2017년 12월 15일 | 24%       | 24        | 41%       | 41        | [ 219 ] |
| Public Opinion Strategies (R) | 2017년 12월 12일 | 2017년 12월 16일 | 40%       | 40        | 49%       | 49        | [ 220 ] |
| 모넘어스 대학교               | 2017년 12월 10일 | 2017년 12월 12일 | 26%       | 26        | 47%       | 47        | [ 221 ] |
| 퀴니피액 대학교               | 2017년 12월 6일  | 2017년 12월 11일 | 26%       | 26        | 55%       | 55        | [ 222 ] |
| USA 투데이/서퍽 대학교        | 2017년 12월 5일  | 2017년 12월 9일  | 32%       | 32        | 48%       | 48        | [ 223 ] |
| Vice 뉴스/SurveyMonkey        | 2017년 12월 5일  | 2017년 12월 6일  | 39%       | 39        | 56%       | 56        | [ 224 ] |
| 로이터/입소스                 | 2017년 12월 3일  | 2017년 12월 7일  | 31%       | 31        | 49%       | 49        | [ 225 ] |
| CBS 뉴스                      | 2017년 12월 3일  | 2017년 12월 5일  | 35%       | 35        | 53%       | 53        | [ 226 ] |
| 갤럽                          | 2017년 12월 1일  | 2017년 12월 2일  | 29%       | 29        | 56%       | 56        | [ 227 ] |
| 퀴니피액 대학교               | 2017년 11월 29일 | 2017년 12월 4일  | 29%       | 29        | 53%       | 53        | [ 228 ] |
| 로이터/입소스                 | 2017년 11월 23일 | 2017년 11월 27일 | 29%       | 29        | 49%       | 49        | [ 229 ] |
| 하버드/해리스 여론 조사       | 2017년 11월 11일 | 2017년 11월 14일 | 46%       | 46        | 54%       | 54        | [ 230 ] |
| Politico/모닝 컨설트          | 2017년 11월 9일  | 2017년 11월 11일 | 47%       | 47        | 40%       | 40        | [ 231 ] |
| 퀴니피액 대학교               | 2017년 11월 7일  | 2017년 11월 13일 | 25%       | 25        | 52%       | 52        | [ 232 ] |
| 이코노미스트/YouGov           | 2017년 11월 5일  | 2017년 11월 7일  | 30%       | 30        | 40%       | 40        | [ 233 ] |
| Politico/모닝 컨설트          | 2017년 11월 2일  | 2017년 11월 6일  | 45%       | 45        | 36%       | 36        | [ 234 ] |
| CNN/SSRS                      | 2017년 11월 2일  | 2017년 11월 5일  | 31%       | 31        | 45%       | 45        | [ 235 ] |
| ABC/워싱턴 포스트             | 2017년 10월 26일 | 2017년 11월 1일  | 33%       | 33        | 50%       | 50        | [ 236 ] |
| Politico/모닝 컨설트          | 2017년 10월 26일 | 2017년 10월 30일 | 48%       | 48        | 37%       | 37        | [ 237 ] |
| 로이터/입소스                 | 2017년 10월 20일 | 2017년 10월 23일 | 28%       | 28        | 41%       | 41        | [ 238 ] |
| CNN/SSRS                      | 2017년 10월 12일 | 2017년 10월 15일 | 34%       | 34        | 52%       | 52        | [ 239 ] |
| Politico/모닝 컨설트          | 2017년 9월 29일  | 2017년 10월 1일  | 48%       | 48        | 37%       | 37        | [ 240 ] |
| ABC/워싱턴 포스트             | 2017년 9월 18일  | 2017년 9월 21일  | 28%       | 28        | 44%       | 44        | [ 241 ] |

## 후속 법안
하원 공화당은 개인 세금 감면을 현재 만료일 이후까지 연장하고, 개인 은퇴 계좌 규칙을 단순화하며, 소규모 사업체에 대한 새로운 세금 공제를 추가하는 후속 법안을 작성했다.
후속 법안은 2018년 가족 및 소규모 사업체 감세법(H.R. 6760), 가족 저축법(H.R. 6757), 2018년 미국 혁신법(H.R. 6756)이라는 세 개의 개별 법안으로 작성되었다.
9월 27일, 하원은 가족 저축법을 240대 177로 통과시킨 다음, 미국 혁신법을 260대 156으로 통과시켰다.
9월 28일, 하원은 220대 191로 가족 및 소규모 사업체 감세법을 통과시켰다. 하원의 여러 공화당 의원들은 주정부 및 지방세에 대한 연방세 공제 한도 연간 1만 달러를 영구화하는 법안에 반대했다. 이는 그들이 거주하는 주의 주민들이 더 높은 주정부 및 지방세를 납부하는 경향이 있기 때문이다.
2021년 11월 하원을 통과한 버전의 더 나은 재건법(상원에서 조정될 예정)은 2017년 법안의 여러 조항을 폐지하거나 부분적으로 되돌린다. 이는 하원 의장 낸시 펠로시가 통과 당일 아침 연설에서 요약한 내용에 따른 것이다.

## 이후 건강 보험법에 대한 법적 도전
이 법을 통해 개인 의무가 0으로 설정되면서 텍사스 주를 비롯한 여러 주에서 전국 자영업 연맹 대 세벨리우스(2012) 사건에서 대법원이 개인 의무를 허용 가능한 세금으로 정당화한 이전 판결에 근거하여 전체 ACA의 합헌성에 이의를 제기했다. 2018년 12월, 텍사스 북부 지방법원의 리드 오코너 판사는 주정부와 동의하여 개인 의무가 없다면 ACA 전체가 설 자리가 없다는 의견을 발표했다. 캘리포니아 주와 몇몇 다른 주들은 제5순회 항소법원에 사건에 대한 항소를 주도했다. 제5순회 항소법원은 2019년 12월에 개인 의무가 없는 ACA의 위헌성에 대한 오코너의 의견에 부분적으로 동의하며 확인했다. 이 사건은 2020-21년 임기 동안 캘리포니아 대 텍사스로 대법원에서 심리될 예정이었다. 2021년 6월 17일 7대 2 판결에서 대법원은 텍사스 주 및 처음에 개인 의무에 이의를 제기한 다른 주들이 조항과 관련된 과거 또는 미래의 피해를 입증하지 못했으므로 소송 자격이 없다고 판결했다. 대법원은 이 사건에서 개인 의무의 합헌성에 대해 달리 판결하지 않았다.

## 연장 논의
2024년 5월, 미국 의회예산처는 2025년에 만료되는 조항을 연장하면 10년 동안 적자가 4조 6천억 달러 증가할 것으로 추정했다.
2024년 7월, AP통신은 선도적인 경제학자들이 이로 인해 부채가 5조 달러 이상 증가할 것으로 추정한다고 보도했다.
정치 스펙트럼 전반의 경제학자들은 연장이 인플레이션 압력을 가중시킬 수 있다는 우려를 표명했다.
디 이코노미스트는 2017년 감세 연장이 미국의 심각한 재정적 궤적을 악화시킬 것이며, 이는 상당한 증세나 지출 삭감 없이는 인플레이션 증가로 이어질 것이라고 말했다.
어반-브루킹스 세금정책센터는 연장될 경우 소득 상위 5%가 혜택의 45%를 받을 것으로 추정했다.

### 도널드 트럼프 제안
2024년 선거 운동 기간 동안 트럼프는 모든 세금 감면을 연장하고 법인세, 팁, 사회 보장 지급액에 대한 추가 감세를 추가로 추진했다. 2025년 5월, 대통령 재임 기간 동안 하원 예산 위원회는 이를 위한 법안을 승인했다.

## 같이 보기
- 부시 감세
- 레이건 감세
- 1964년 세입법